# Jane Eyre (phim 2011)
Jane Eyre là một bộ phim lãng mạn của Anh sản xuất năm 2011, đạo diễn bởi Cary Fukunaga cùng diễn xuất của Mia Wasikowska và Michael Fassbender. Kịch bản được viết bởi Moira Buffini dựa trên cuốn tiểu thuyết cùng tên xuất bản năm 1847 của nữ văn sĩ Charlotte Brontë. Phim được công chiếu vào ngày 11 tháng 3 năm 2011 ở Hoa Kỳ và ngày 9 tháng Chín ở Anh và Ireland.

## Nội dung
Bộ phim mở đầu bằng cảnh Jane Eyre chạy trốn khỏi lâu đài Thornfield lúc nửa đêm và sau đó bơ vơ trên cánh đồng hoang, trong cơn mưa xối xả. Cô tìm được tới trước cửa ngôi nhà Moor của ngài St. John Rivers, một mục sư, và hai người em gái. Họ đưa Jane vào trong, cứu mạng cô.
Tiếp sau đó là một cảnh hồi tưởng về cô bé Jane 10 tuổi, một đứa trẻ mồ côi, sống với gia đình người cậu, nhà Reed, ở lâu đài Gateshead. Mợ của Jane, Sarah Reed, không thích Jane và rất ác nghiệt với cô; ba đứa con của bà Reef cũng cư xử ngược đãi. Một ngày, Jane bị nhốt trong Căn phòng Đỏ, nơi người cậu của cô trút hơi thở cuối cùng, căn phòng mà Jane tin chắc đã bị ma ám. Cô đập đầu vào cửa bất tỉnh, sau khi một đám bụi lớn rơi xuống từ ống khói.
Mợ của Jane gửi cô đến Trường Nữ sinh Lowood, nơi được điều hành bởi một vị mục sư tàn nhẫn, ngài Brocklehusrt. Bà Reed nói với ông ta rằng Jane là một đứa trẻ dối trá và không đáng tin. Jane nói với mợ cô ghét bà ta thế nào và rằng bà ta là một người phụ nữ nhẫn tâm. Ở Lowood, khi một nữ sinh khác, Helen Burns, bị đánh đòn, Jane vô tình đánh rơi tấm bảng đá của cô. Ngài Brocklehurst gọi Jane là kẻ nói dối, bắt cô phải đứng trên ghế cả ngày. Jane và Helen trở thành bạn thân, nhưng sau đó Helen chết vì bệnh lao phổi.
Tám năm sau, Jane rời Lowood đến lâu đài Thornfield theo thư mời của bà Alice Fairfax. Cô sẽ trở thành gia sư cho Adèle Varens, một cô bé Pháp mồ côi. Khi mới đặt chân đến Thornfield, một tòa nhà ảm đạm và cô lập, Jane nhầm tưởng bà Fairfax là bà chủ của mình, nhưng sau đó hiểu ra bà chỉ là quản gia cho người chủ thực sự đang vắng mặt. Khi Jane đang đi bộ tới thị trấn để gửi thư, một con ngựa bất thần lao qua cô khiến người lữ hành trên ngựa ngã xuống. Jane giúp ông ta leo trở lại yên ngựa. Sau đó, khi trở lại lâu đài, cô mới biết người lữ hành đó chính là Edward Fairfax Rochester, ông chủ Thornfield. Ông đùa cợt bảo cô rằng cô đã mê hoặc con ngựa của ông. Dần dà giữa họ nảy sinh một thứ tình cảm gắn bó.
Một đêm, Jane thức giấc bởi một tiếng động lạ ngoài cửa phòng, sau đó phát hiện ra căn phòng của ngài Rochester đang bốc cháy, họ dập lửa thành công. Ông cảm ơn cô vì đã cứu mạng ông, và nắm tay cô trìu mến. Ngày hôm sau, Rochester rời Thornfield đến thăm quý cô Blanche Ingram, người vợ tương lai của ông, và đưa cô đến Thornfield vài tuần sau đó. Khi một người đàn ông tên Richard Mason, từ thị trấn Tây Ban Nha, Jamaica, xuất hiện, Jane nhận thấy Rochester rất bối rối. Đêm đó, một tiếng thét kinh hoàng đánh thức tất cả mọi người. Rochester quả quyết đó chỉ là một người hầu gặp ác mộng, nhưng sau khi các vị khách đã trở về phòng, ông bí mật dẫn Jane tới chăm sóc cho Mason đang mất máu trong khi ông ra ngoài tìm bác sĩ. Rocheser nhờ vị bác sĩ đưa Mason đi.
Jane nhận được một lá thư từ Bessie, người bảo mẫu cũ của cô. Anh họ Jane, John Reed, đã tự tử, tin đó làm mẹ hắn ta, Sarah Reed, sốc đến nỗi đột quỵ. Có vẻ bà Reed đã hỏi được gặp Jane. Jane trở về Gateshead, nơi người mợ đang hấp hối cho cô xem một bức thư từ chú của Jane, John Eyre, trong thư thể hiện mong muốn đón cô đến sống cùng ông tại Madeira. Ông muốn nhận nuôi Jane và để lại cho cô toàn bộ tài sản sau khi chết. Jane nhận ra lá thư đã được gửi từ ba năm trước. Bà Reed thú nhận đã nói với chú Jane rằng cô đã chết vì sốt phát ban ở trường Lowood. Bà ta buộc tội Jane đã nguyền rủa bà ta. Jane tha thứ cho mợ của mình và trở lại Thornfield, bắt đầu quan hệ thư từ với John Eyre.
Jane thông báo với Rochester rằng cô phải rời Thornfield bởi đám cưới sắp tới giữa ông và Blanche Ingram. Tuy nhiên, Rochester đột ngột khẳng định tình yêu của ông cho Jane; họ hôn nhau say đắm. Khi lễ cưới đang diễn ra, ngài Mason bất ngờ xuất hiện cùng một luật sư, tuyên bố ngài Rochester không thể kết hôn với Jane, bởi ông vẫn còn quan hệ hôn nhân với em gái ngài Mason, Bertha; ông ta nói thêm rằng em gái ông ta vẫn đang sống ở Thornfield. Ngài Rochester thừa nhận đó là sự thật và đưa Jane tới gặp người vợ, gọi cô ta là "con quỷ của ông", họ tìm thấy cô ta trong một căn phòng bị khóa chặt ở Thornfield. Rochester kể cho Jane rằng bố của ông muốn ông cưới Bertha vì tiền. Khi họ đã kết hôn, cô ta nhanh chóng trở nên điên loạn, buộc ông phải nhốt cô ta lại, cô ta cũng là nguyên nhân của những sự việc bất thường xảy ra ở tòa lâu đài. Từ chối đi ngược lại đạo đức, bất chấp tình yêu dành cho Rochester, Jane rời Thormfield trong lúc nửa đêm.
Sau khi Jane đã hồi phục sức khỏe, St. John tìm cho cô công việc dạy học ở một trường từ thiện gần đó. Một đêm, cô nghe tiếng gõ cửa và tưởng tượng đó là Rochester, nhưng thực ra đó là St. John, đến thông báo cho cô rằng chú của cô, John Eyre, đã qua đời, để lại toàn bộ tài sản cho cô và giờ cô đã trở nên giàu có. Jane đề nghị chia tài sản cho St. John và hai người em gái, gợi ý rằng họ nên sống cùng nhau ở ngôi nhà Moor; ba người đồng ý với lời đề nghị. St. John hỏi cưới Jane và muốn Jane đi cùng anh sang Ấn Độ. Jane đồng ý đi Ấn Độ, nhưng bác bỏ lời cầu hôn, cho rằng họ nên du hành cùng nhau như anh trai và em gái, theo cách cô nhìn nhận mối quan hệ của họ. Trên cánh đồng, khi đang cố gắng khước từ St. John, Jane đột nhiên nghe tiếng Rochester gọi tên mình.
Jane trở về Thornfield, chỉ để thấy một đống đổ nát cháy đen. Qua bà Fairfax, cô biết rằng người vợ của Rochester đã phóng hỏa cả tòa lâu đài và nhảy từ trên mái xuống, chết. Jane tìm đến chỗ Rochester, nhưng trong nỗ lực giải cứu mọi người ở Thornfield ông đã mất đi thị lực. Jane đoàn tụ với Rochester, và họ ôm nhau.

## Diễn viên
- Mia Wasikowska vai Jane Eyre
- Michael Fassbender vai Edward Fairfax Rochester
- Jamie Bell vai St. John Rivers
- Judi Dench vai bà Fairfax
- Sally Hawkins vai bà Reed
- Holliday Grainger vai Diana Rivers
- Tamzin Merchant vai Mary Rivers
- Simon McBurney vai ngài Brocklehurst
- Imogen Poots vai Blanche Ingram
- Sophie Ward vai Lady Ingram
- Su Elliot vai Hannah
- Jayne Wisener vai Bessie Lee
- Amelia Clarkson vai Jane ngày nhỏ
- Romy Settbon Moore vai Adèle Varens
- Freya Parks vai Helen Burns
- Harry Lloyd vai Richard Mason
- Valentina Cervi vai Bertha Antoinetta Mason
- Craig Roberts vai John Reed

## Quá trình sản xuất
Bộ phim được sản xuất bởi công ty của Alison Owen, Ruby Films, với hỗ trợ tài chính từ BBC Films, Focus Features, Lipsynch Production. Kịch bản của Moira Buffini xuất hiện trên Brit List 2008, một danh sách các kịch bản phim Anh hay nhất chưa được sản xuất. Câu chuyện phần lớn được thể hiện thông qua hồi tưởng. Vào tháng 10 năm 2009, Cary Fukunaga được thông báo sẽ trở thành đạo diễn cho phiên bản chuyển thể. Fukunaga đang ở Anh quảng bá cho một bộ phim khi anh gặp gỡ với BBC và biết được kế hoạch của họ về bản chuyển thể mới. Các nhà làm phim quyết định đưa vào phim những yếu tố [[Gothic fiction|Gothic của cuốn tiểu thuyết kinh điển. Fukunaga phát biểu: "Tôi đã dành nhiều thời gian đọc đi đọc lại cuốn sách và cố gắng cảm nhận những gì Charlotte Bronte đã cảm nhận khi bà viết ra nó. Cái không khí ma mị bao trùm toàn bộ câu chuyện... đã có khoảng 24 bản chuyển thể và rất hiếm khi bạn thấy những mặt u ám đó. Họ xem xét nó như thể nó chỉ là một câu chuyện lãng mạn thông thường và tôi nghĩ còn nhiều điều hơn thế."

### Thử vai
Mia Wasikowska thể hiện nhân vật tiêu đề và Michael Fassbender vào vai Edward Rochester. Fukunaga và các nhà sản xuất muốn tìm một nữ diễn viên có độ tuổi tương đương với Jane Eyre trong cuốn tiểu thuyết, điều ngược lại với đa số phiên bản trước đó. Fukunaga thích "ý thức quan sát" trong mắt Wasikowska và tin rằng [cô] có thể truyền tải [nội tâm phong phú của Jane theo một cách không quá kịch nghệ". Anh cảm thấy cái nhìn của cô có thể làm dịu bớt như yêu cầu của vai diễn. Về vai Rochester, vị đạo diễn nói rằng nhiều nam diễn viên có ngoại hình phù hợp hơn, song anh cảm thấy Fassbender có được cái hồn của nhân vật. Jamie Bell, Judi Dench, Sally Hawkins, Simon McBurney, Imogen Poots, Holliday Grainger và Tamzin Merchant cũng tham gia vào dàn diễn viên.

## Giải thưởng
| Năm  | Giải thưởng                                            | Hạng mục                               | Người nhận                                                                          | Kết quả    |
| ---- | ------------------------------------------------------ | -------------------------------------- | ----------------------------------------------------------------------------------- | ---------- |
| 2011 | National Board of Review Awards                        | Spotlight Award                        | Michael Fassbender (đồng thời cho Shame, A Dangerous Method, và X-Men: First Class) | Thắng giải |
| 2011 | Satellite Awards                                       | Thiết kế trang phục đẹp nhất           | Michael O'Connor                                                                    | Đề cử      |
| 2011 | British Independent Film Awards                        | Nữ diễn viên xuất sắc nhất             | Mia Wasikowska                                                                      | Đề cử      |
| 2011 | Los Angeles Film Critics Association Awards            | Nam diễn viên xuất sắc nhất            | Michael Fassbender (đồng thời cho Shame, A Dangerous Method, và X-Men: First Class) | Thắng giải |
| 2012 | Central Ohio Film Critics Association Awards           | Nam diễn viên của năm                  | Michael Fassbender (đồng thời cho Shame, A Dangerous Method, và X-Men: First Class) | Đề cử      |
| 2012 | Goya Awards                                            | Phim châu Âu xuất sắc nhất             |                                                                                     | Đề cử      |
| 2012 | Australian Academy of Cinema and Television Arts Award | Nữ diễn viên quốc tế xuất sắc nhất     | Mia Wasikowska                                                                      | Đề cử      |
| 2012 | Evening Standard British Film Awards                   | Nam diễn viên xuất sắc nhất            | Michael Fassbender (đồng thời cho Shame)                                            | Thắng giải |
| 2012 | Evening Standard British Film Awards                   | Thành tựu công nghệ                    | Michael O'Connor                                                                    | Đề cử      |
| 2012 | BAFTA Awards                                           | Thiết kết trang phục                   | Michael O'Connor                                                                    | Đề cử      |
| 2012 | Academy Award                                          | Thiết kế trang phục đẹp nhất           | Michael O'Connor                                                                    | Đề cử      |
| 2012 | Sant Jordi Award                                       | Nam diễn viên nước ngoài xuất sắc nhất | Michael Fassbender (đồng thời cho A Dangerous Method và X-Men: First Class)         | Thắng giải |